# Giorgio Vaccarino
Giorgio Vaccarino (Torino, 17 luglio 1916 – Torino, 1º gennaio 2010) è stato uno storico, partigiano e archivista italiano.

## Biografia
Nato a Torino nel 1916, Giorgio Vaccarino studiò alla facoltà di Giurisprudenza di quella città, dove ebbe come maestri prima Gioele Solari e poi Alessandro Passerin d'Entrèves. Ufficiale dell'esercito italiano durante la guerra, divenne, dopo l'8 settembre del 1943, partigiano nelle formazioni di Giustizia e Libertà, ricoprendo l'incarico di ispettore del Comando regionale piemontese. Nell'immediato dopoguerra fu rappresentante del Partito d'Azione e segretario del CLN torinese.
Accanto alla professione di imprenditore metalmeccanico, portò avanti gli studi storici, pubblicando numerosi articoli e opere importanti sul giacobinismo e sulla Resistenza italiana ed europea. Nel 1955 ottenne la libera docenza in Storia del Risorgimento presso la Facoltà di Lettere dell'Università di Torino, dopo essere stato assistente volontario dello storico Walter Maturi.
Fu il primo direttore dell'Istituto storico della Resistenza in Piemonte (Isrp), ora Istituto piemontese per la storia della Resistenza e della società contemporanea "Giorgio Agosti", sorto nel 1947, e fu altresì responsabile della Rassegna di studi e documenti dell'Istituto nazionale Ferruccio Parri (ex INSMLI) dal 1949 al 1965. Nel 1981 vinse il Premio Acqui Storia per Storia della Resistenza in Europa 1938-1945.

## Opere principali
- I Patrioti "Anarchistes" e l'idea dell'unità italiana (1796-1799), Torino, 1955
- Problemi della Resistenza italiana, Modena, 1966
- L'insurrezione di Torino: Saggio introduttivo, testimonianze, documenti, Parma, 1968
- Storia della Resistenza in Europa: 1938-1945, Milano, 1981
- La Grecia tra Resistenza e guerra civile: 1940-1949, Milano, 1988
- Torino attende Suvarov, Deputazione Subalpina di storia patria, Torino, 1971